# Nijikan dake no vacance
Nijikan dake no vacance (二時間だけのバカンス?) è un singolo della cantante giapponese Utada Hikaru, il quarto estratto dal suo nono album in studio Fantôme, pubblicato il 16 settembre 2016. Il brano vede la partecipazione della cantante Shiina Ringo.

## Video musicale
Il video ufficiale, anticipato da un breve trailer all'uscita radiofonica del singolo, è stato girato a Tokyo nell'agosto 2016 sotto la regia di Yuichi Kodama.

## Classifiche
| Classifica (2016) | Posizione massima |
| ----------------- | ----------------- |
| Giappone          | 23                |